# Wykres fazowy

Diagram fazowy dla wody w zakresie niskich ciśnień: kolor ciemnoniebieski – woda w stanie ciekłym, jasnoniebieski – para wodna, biały – lód, żółty - punkt potrójny, czerwony - punkt krytyczny. Linia zielona odpowiada prężności pary nad wodą przechłodzoną

Diagram fazowy dla wody w zakresie ciśnień do 1 TPa: widoczne są liczne odmiany polimorficzne lodu

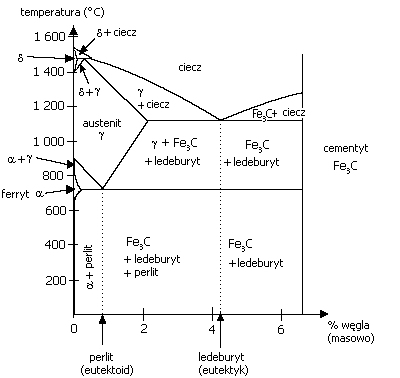
Wykres równowagi fazowej w układzie żelazo–cementyt (eutektyk, perytektyk, eutektoid)

Wykres fazowy (diagram fazowy) – wykres przedstawiający parametry obszarów lub punktów współistnienia, w których istnieją jednocześnie różne fazy termodynamiczne, dla różnych faz pozostających w stanie równowagi.

## Przykłady
- wykres fazowy dla czystych substancji – zawiera z reguły przynajmniej trzy krzywe współistnienia (linie równowagi) faz (ciecz-para, ciecz-ciało stałe, ciało stałe-para), punkt potrójny (punkt współistnienia pary, cieczy i ciała stałego) oraz punkt krytyczny (punkt końcowy krzywej współistnienia cieczy i pary)
- wykresy zależności składu pary od składu cieczy, stosowane przy analizie destylacji
  - krzywe składu pary i cieczy dla ustalonej temperatury (izotermy)
  - krzywe składu pary i cieczy dla ustalonego ciśnienia (izobary)
    - wykresy zależności składu od temperatury dla składników o nieograniczonej mieszalności w fazie ciekłej, które mogą zawierać punkty azeotropowe (homoazeotropia dodatnia i ujemna)
    - wykresy zależności składu od temperatury dla dwóch składników o ograniczonej mieszalności w fazie ciekłej, które mogą zawierać dolną i górną temperaturę krytyczną mieszalności cieczy oraz punkty azeotropowe (homo- lub heteroazeotropy)
- wykresy fazowe dla dwuskładnikowych układów ciecz–ciało stałe, które mogą zawierać obszary ograniczonej mieszalności w fazie ciekłej i stałej oraz jeden lub więcej punktów eutektycznych, eutektoidalnych lub perytektycznych (przykład – stopy żelaza z węglem; stal, żeliwo).
- wykresy fazowe dla układów trójskładnikowych, sporządzane z użyciem trójkąta stężeń Gibbsa (p, T = const).